# Chico Maki
Ronald „Chico“ Maki (* 17. August 1939 in Sault Ste. Marie, Ontario; † 24. August 2015 in Port Dover, Ontario) war ein kanadischer Eishockeyspieler, der von 1961 bis 1976 für die Chicago Black Hawks in der National Hockey League spielte. Sein Bruder Wayne war ebenfalls professioneller Eishockeyspieler.

## Karriere
Chico Maki begann seine Karriere in der Juniorenliga Ontario Hockey Association bei den St. Catherines Teepees, wo er an der Seite der späteren Hockey-Hall-of-Fame-Mitglieder Stan Mikita und Bobby Hull spielte. Allerdings brachten ihm seine guten Offensivstatistiken zunächst keinen Profivertrag ein, sodass er vier Spielzeiten lang in der OHA verblieb. In seiner letzten Saison führte Maki die Scorerwertung der Liga an und führte seine Mannschaft zum Gewinn des Memorial Cups 1960. Anschließend erhielt er einen dauerhaften Platz im Kader der Buffalo Bisons aus der American Hockey League, für die er bereits in der Vorsaison ein Spiel absolviert hatte. In seiner Debütsaison 1960/61 erzielte der Flügelstürmer 72 Punkte in 69 Spielen und wurde mit dem Dudley „Red“ Garrett Memorial Award als bester Rookie der AHL ausgezeichnet.
Nach dem Ausscheiden seiner Mannschaft aus den Play-offs interessierten sich nun auch Mannschaften aus der National Hockey League für Maki, der noch in derselben Saison einen Vertrag bei den Chicago Black Hawks unterschrieb. Mit diesen gewann er auf Anhieb den Stanley Cup, obwohl er nur einem Spiel in der Finalserie gegen die Detroit Red Wings zum Einsatz kam.
Ab 1962 etablierte sich Maki dauerhaft im Aufgebot der Black Hawks, wo er in einer Angriffsreihe mit Phil Esposito und seinem früheren Mannschaftskollegen Bobby Hull spielte. Als Hull in der Saison 1965/66 mit 54 Toren einen neuen NHL-Rekord aufstellte, war Maki mit 16 Assists sein häufigster Vorlagengeber.
Chico Maki nahm an insgesamt drei All-Star Games teil, wobei ihm ein Tor und eine Torvorlage gelangen. Mit den Black Hawks zog er zudem weitere vier Male ins Finale um den Stanley Cup ein, konnte die prestigeträchtige Trophäe aber nicht mehr gewinnen. Seine persönliche Bestmarke setzte der Kanadier in der Saison 1970/71, als er 22 Tore und 48 Scorerpunkte erzielte. Im Laufe seiner Karriere erarbeitete er sich aber vor allem einen Ruf als robuster Defensivakteur.
Nachdem sein Bruder Wayne 1974 an einem Gehirntumor verstorben war und sein Sohn bei einem Unfall schwer verletzt wurde, gab Chico Maki sein vorläufiges Karriereende bekannt. Nach über einem Jahr kehrte er allerdings gegen Ende der Saison 1975/76 in den Kader der Black Hawks zurück. Nach dem Ausscheiden der Mannschaft aus den Play-offs beendete er seine Karriere endgültig. Bei seinem Rücktritt hatte Maki in insgesamt 15 Spielzeiten 841 NHL-Spiele für die Black Hawks bestritten. Der Wert wurde zu diesem Zeitpunkt nur von Eric Nesterenko, Bobby Hull und Rekordspieler Stan Mikita überboten.

## Erfolge und Auszeichnungen
- 1960 Eddie Powers Memorial Trophy
- 1960 J.-Ross-Robertson-Cup-Gewinn mit den St. Catherines Teepees
- 1960 Memorial-Cup-Gewinn mit den St. Catherines Teepees
- 1961 Dudley „Red“ Garrett Memorial Award
- 1961 Stanley-Cup-Gewinn mit den Chicago Blackhawks
- 1961 NHL All-Star Game
- 1971 NHL All-Star Game
- 1972 NHL All-Star Game